# Franz Tscherne

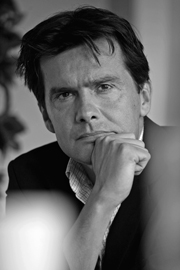
Franz Tscherne

Franz Tscherne (* 3. Dezember 1964 in Graz) ist ein österreichischer Schauspieler und Regisseur.

## Leben
Tscherne spielte seit dem 19. Lebensjahr an den Theatern in Zürich, Basel, Düsseldorf, Stuttgart, Berlin (Renaissance-Theater), Frankfurt, München (acht Jahre Bayerisches Staatsschauspiel) und in Wien am Burgtheater und dem Theater in der Josefstadt. Außerdem gastierte er bei den Wiener Festwochen und dem Theatertreffen Berlin. Bei den Rollen von Alfred (Geschichten aus dem Wienerwald), über Cleante (Der Geizige), Junker Bleichenwang (Was ihr wollt), Pylades (Iphigenie auf Tauris), arbeitete er mit den Regisseuren Hans Hollmann, Rudolf Noelte und August Everding, Leander Haussmann, Amélie Niermeyer und Robert Lepage zusammen. Bei Film und Fernsehen war Tscherne in den TV-Produktionen Alle meine Töchter, Kommissar Rex, Weißblaue Geschichten, Tatort oder Axel Corti´s Radetzkymarsch Verfilmung, in der er den jungen Kaiser Franz Josef spielt, zu sehen. Regie führte er 2004 bei „Das Mädl aus der Vorstadt“ von Johann Nestroy am Landestheater Niederösterreich.
Im Bereich Musiktheater spielte er am Aalto-Theater in Essen unter der Direktion von  Stefan Soltesz den Perchik im Musical Anatevka. In der Münchner Philharmonie war er der Erzähler in einer konzertanten Aufführung von Albert Lortzings „Zar und Zimmermann“ unter Leopold Hager und rezitierte Dante in Wolf Ferraris „La vita nuova“ unter Maestro Marcello Viotti. Für den Bayerischen Rundfunk war er der Sprecher in Honeggers „La danse des morts“ unter der musikalischen Leitung von Ulf Schirmer, unter dessen Dirigat Franz Tscherne auch im Dezember 2007 als Rainer Maria Rilkes „Cornet“ in der Vertonung von Viktor Ullmann im Münchner Prinzregententheater auftrat.
Sein Debüt auf der Opernbühne gab er 2003 in Venedig, in einer „Teatro la Fenice Neuproduktion“ der „Ariadne auf Naxos“. Im Teatro Malibran spielte er  unter der musikalischen Leitung von Viotti den Haushofmeister. Diese Rolle übernahm er auch im Februar 2009 in einer Ariadne Neuproduktion am „Teatro Carlo Felice“ in Genua.
An der Wuppertaler Oper verkörperte er den Orpheus im Melodram „Orfei“ von J. I. Fomin unter der Regie von Klaus-Peter Kehr und an der Opéra du Rhin in Strasbourg den Niklas in Heinrich Marschners Oper „Hans Heiling“.

## Rollen (Auswahl)
- Titus Feuerfuchs – Der Talisman (Nestroy)
- Hänschen Rilow – Frühlings Erwachen (Wedekind)
- Otto von Aigner – Das weite Land (Schnitzler)
- Guglielmo – Trilogie der Sommerfrische (Goldoni)
- Junker Bleichenwang – Was Ihr Wollt (Shakespeare)
- Alfons Klostermeyer – Glaube Liebe Hoffnung (Horváth)
- Junger Herr – Reigen (Schnitzler)
- Algernon – Bunbury (Wilde)
- Cleante – Der Geizige (Molière)
- Hermann Casimir – Marquis von Keith (Wedekind)
- Benvolio – Romeo und Julia (Shakespeare)
- Thisbe – Sommernachtstraum (Shakespeare)
- Sebastian – Was Ihr Wollt (Shakespeare)
- Zwirn – Lumpazivagabundus (Nestroy)
- Petruchio – Der Widerspenstigen Zähmung (Shakespeare)
- Alfred – Geschichten aus dem Wienerwald (Horváth)
- Pylades – Iphigenie auf Tauris (Goethe)
- Tom – Die Glasmenagerie (Williams)
- Ulrich – Der Mann ohne Eigenschaften (Musil)
- Alain Reille – Der Gott des Gemetzels (Reza)

## TV-Produktionen
- 1990: Der Geizige (TV-Aufzeichnung)
- 1991–1994: Ein besonderes Paar (Fernsehserie)
- 1995:  Radetzkymarsch (Fernseh-Mehrteiler, Regie Axel Corti)
- 1995: Der Bergdoktor (Fernsehserie, 1 Folge)
- 1996–1997: Ein idealer Kandidat (Filmreihe)
- 1997: Der Bulle von Tölz: Leiche dringend gesucht
- 1997–1999: Für alle Fälle Stefanie (Fernsehserie, 2 Folgen)
- 1998: Tatort – Am Ende der Welt, Regie: Helmut Förnbacher
- 1998–2002: Weißblaue Wintergeschichten (Fernsehreihe, 2 Folgen)
- 1999: Die Bademeister – Vom Ruhrpott in die Schickeria
- 1999: Kommissar Rex (Fernsehserie, 1 Folge)
- 2000–2001: St. Angela (Fernsehserie, 17 Folgen)
- 2001: Jenny & Co. (Fernsehserie, 1 Folge)
- 2005: Schlosshotel Orth (Fernsehserie, 1 Folge)